# Barbara Ciastek
Barbara Ciastek (wcześniej: Ruszkowska-Ciastek) – polska naukowiec, diagnosta laboratoryjny, doktor habilitowany nauk medycznych.

## Życiorys
W 2003 ukończyła studia na kierunku analityka medyczna na Akademii Medycznej w Bydgoszczy, po czym rozpoczęła studia doktoranckie na tej uczelni. W 2007 pod kierunkiem dr hab. Danuty Rość z Katedry Patofizjologii Collegium Medicum Uniwersytetu Mikołaja Kopernika obroniła na Wydziale Lekarskim Uniwersytetu Mikołaja Kopernika pracę doktorską pt. „TAFI i inne parametry układu fibrynolizy we krwi kobiet w okresie okolomenopauzalnym stosujących Hormonalną Terapię Zastępczą” uzyskując stopień naukowy doktora nauk medycznych w zakresie biologii medycznej. W 2008 rozpoczęła pracę w Katedrze Patofizjologii Wydziału Farmaceutycznego na stanowisku asystenta. W 2011 ukończyła studia podyplomowe na kierunku „Coaching” na Wyższej Szkole Bankowej w Toruniu. W 2016 na podstawie osiągnięć naukowych i złożonej rozprawy „Funkcja śródbłonka naczyniowego a przemiany metaboliczne u kobiet w okresie pomenopzuzalnym oraz u pacjentów z cukrzycą typu 2” uzyskała na Wydziale Farmaceutycznym z Oddziałem Medycyny Laboratoryjnej Uniwersytetu Medycznego w Białymstoku stopień naukowy doktora habilitowanego nauk medycznych w zakresie biologii medycznej.
Od 2010 jest zatrudniona na stanowisku adiunkta w Zakładzie Patofizjologii UMK. Pracuje także w Instytucie Zdrowia i Kultury Fizycznej Wyższej Szkoły Gospodarki w Bydgoszczy. Sekretarz bydgosko-toruńskiego oddziału Polskiego Towarzystwa Hematologów i Transfuzjologów.